# Quién va a cantar
Quién va a cantar es el decimoctavo álbum solista de estudio de Rúben Rada. Fue grabado en Buenos Aires y editado en noviembre de 2000 por Universal Music Group.

## Historia
La canción "Loco de amor", grabada junto a Ketama, para el disco Black, había favorecido la difusión de Rada en las radios. El disco había contado con el respaldo de Polygram, que ahora había sido absorbida por el grupo Universal Music Group.  Para el próximo álbum Rada quería vender más discos con el objetivo de poder quedarse a vivir en Uruguay. Para ello llamó a Cachorro López. El productor argentino le dijo que le llevara las canciones pero que no se apareciera por el estudio. Esto debido a la tendencia de Rada a enriquecer la música lo que disminuye las posibilidades de difusión en el mercado. Cachorro López eligió como primer corte de difusión el tema "Cha-cha, muchacha" y lo mandó a mezclar a Estados Unidos. Del mismo se editó un sencillo promocional.
Quién va a cantar fue cuádruple Disco de Platino en Uruguay y Disco de Oro en Argentina. “Cha-cha, muchacha”, “Muriendo de plena”, “Mi país” (compuesta para un spot televisivo del diario El País), “No me queda más tiempo” y “Quién va a cantar” sonaban en las radios, las dos primeras también en bailes y fiestas. En Argentina Rada volvió a tener los mismos niveles de difusión que en la primera mitad de los años ochenta. En una nota para el diario Página 12, contemporánea al lanzamiento del disco, Rada afirmó "no hay un solo disco mío que no diga algo". En este sentido, el periodista Rodrigo Guerra en una nota sobre el disco para el diario El País, veinte años después, rescata la letra de la canción "Quién va a cantar".

## Lista de canciones
1. Quién va a cantar
2. Cha-cha, muchacha
3. Échale sal a la vida
4. Mi país
5. A mí lo que me interesa es...
6. Muriendo de plena
7. Necesito de un amigo
8. Turismo candombero
9. Despertar sin alma
10. No me queda más tiempo

## Ficha técnica
- Rúben Rada: voz, coros, trombón de voz, cajón peruano y percusiones
- Andrés Arnicho: piano, teclados y acordeón
- Tato Moraes: guitarra
- Horacio Burgos: guitarra
- Gringui Herrera: guitarra solista
- Guillermo Vadalá: bajo
- Federico Righi: bajo
- Nelson Cedréz: batería
- Danny Ávila: batería
- Nicolás Arnicho: percusión
- Lea Bensassón: coros
- Sara Sabah: coros
- Alex Batista: coros
- Guillermo Lamolle: coro de murga
- Rafael Bruzzone: coro de murga
- Andrés "Pedro" Takorian: coro de murga
- Ney Perazza: coro de murga
- Fernando "Lobo" Núñez: tambor piano
- Washington "Ciruja" Martirena: tambor piano
- Fabricio Peluffo: tambor chico
- Jorge "Foqué" Gómez: tambor chico
- Fernandito Núñez: tambor chico
- Noé Núñez: tambor repique
- Nicolás Peluffo: tambor repique
- Cachorro López: programación y bajo
- Sebastián Schon: programación, teclados, piano, guitarra, saxos y cuica
- Richard Nant: trompeta
- Juan Cruz de Urquiza: Flugelhorn
- Producido por Cachorro López y Sebastián Schon para Universal Music
- Preproducción: Rúben Rada y Andrés Arnicho
- Producción ejecutiva: Lea Bensassón
- Grabado por Sebastián Schon en Buenos Aires, Argentina en los estudios "Monostereo" y "El abasto" (con asistencia de Claudio Romandini)
- Grabaciones adicionales realizadas en Montevideo, Uruguay en los estudios "Del Cordón" por Luis Restuccia.
- Mezclado por Mariano López en estudios "Panda", Buenos Aires, Argentina, con asistencia de Demián "Athos" Chorovicz.
- "Cha-cha, muchacha" fue mezclado por César Sogue en "The Warehouse", Miami FL - USA, con asistencia de Norm Smith.
- Todos los temas compuestos por Rúben Rada, excepto "Despertar sin alma" compuesto por R. Rada y Lea Bensassón.
- Dirección de arte y diseño: Alejandro Siccardi
- Fotografía: Matilde Campodónico

## Certificaciones
| País    | Organismo certificador | Certificación | Ventas certificadas | Ref.  |
| ------- | ---------------------- | ------------- | ------------------- | ----- |
| Uruguay | CUD                    | 5× Platino    | 30 000              | [ 5 ] |